# De Panne
För cykelloppet med mål i De Panne se Driedaagse Brugge-De Panne.
De Panne är en kommun i Belgien. Den ligger i provinsen Västflandern och regionen Flandern, i den västra delen av landet. Antalet invånare är 10 648. De Panne gränsar till Koksijde, Veurne och Frankrike. I orten finns en nöjespark.
Trakten runt De Panne består till största delen av jordbruksmark.